# Biathlon-Juniorenweltmeisterschaften 2014
Die  Biathlon-Juniorenweltmeisterschaften 2014 (offiziell: IBU Youth/Junior World Championships Biathlon 2014) fanden vom 26. Februar bis 7. März 2014 im  US-amerikanischen Presque Isle im Bundesstaat Maine statt. Dortiger Austragungsort war das Nordic Heritage Center.
Die Vergabe durch die Internationale Biathlon-Union erfolgte im Mai 2010. Presque Isle richtete bereits die Biathlon-Juniorenweltmeisterschaften 2006, den siebten Weltcup in der Saison 2010/11 sowie regelmäßig Wettbewerbe der nordamerikanischen Rennserie Biathlon-NorAm-Cup aus.

## Medaillenspiegel
| Platz | Land               |   |   |   |    |
| ----- | ------------------ | - | - | - | -- |
| 1     | Russland           | 4 | 2 | 6 | 12 |
| 2     | Deutschland        | 3 | 5 | 1 | 9  |
| 3     | Frankreich         | 2 | 2 | 4 | 8  |
| 4     | Italien            | 2 | 1 |   | 3  |
|       | Vereinigte Staaten | 2 | 1 |   | 3  |
| 6     | Österreich         | 1 | 1 | 2 | 4  |
| 7     | Norwegen           | 1 | 1 | 1 | 3  |
| 8     | Kasachstan         | 1 | 1 |   | 2  |
| 9     | Kanada             |   | 1 | 1 | 2  |
| 10    | Finnland           |   |   | 1 | 1  |

## Zeitplan
| Datum             | Frauen                    | Frauen                         | Männer                    | Männer                        |
| Datum             | Uhrzeit                   | Wettbewerb                     | Uhrzeit                   | Wettbewerb                    |
| ----------------- | ------------------------- | ------------------------------ | ------------------------- | ----------------------------- |
| 26. Februar (Mi.) | Training                  | Training                       | Training                  | Training                      |
| 27. Februar (Do.) | Training, Eröffnungsfeier | Training, Eröffnungsfeier      | Training, Eröffnungsfeier | Training, Eröffnungsfeier     |
| 28. Februar (Fr.) | 10:00                     | Sprint Jugend (6 km)           | 12:30                     | Sprint Jugend (7,5 km)        |
| 1. März (Sa.)     | 10:00                     | Sprint Juniorinnen (7,5 km)    | 12:30                     | Sprint Junioren (10 km)       |
| 2. März (So.)     | 10:00                     | Verfolgung Jugend (7,5 km)     | 13:30                     | Verfolgung Jugend (10 km)     |
| 2. März (So.)     | 11:00                     | Verfolgung Juniorinnen (10 km) | 14:30                     | Verfolgung Junioren (12,5 km) |
| 3. März (Mo.)     | Training                  | Training                       | Training                  | Training                      |
| 4. März (Di.)     | 10:00                     | Einzel Jugend (10 km)          | 13:00                     | Einzel Jugend (12,5 km)       |
| 5. März (Mi.)     | 10:00                     | Einzel Juniorinnen (12,5 km)   | 13:00                     | Einzel Junioren (15 km)       |
| 6. März (Do.)     | 10:00                     | Staffel Jugend (3 × 6 km)      | 12:30                     | Staffel Jugend (3 × 7,5 km)   |
| 7. März (Fr.)     | 10:00                     | Staffel Juniorinnen (3 × 6 km) | 12:30                     | Staffel Junioren (4 × 7,5 km) |
| 7. März (Fr.)     | Schlussfeier              |                                |                           |                               |

## Ergebnisse

### Männliche Jugend
| Rang | Name                |
| ---- | ------------------- |
| 1    | Sean Doherty        |
| 2    | Marco Groß          |
| 3    | Dmitri Schamajew    |
| 4    | Mikko Loukkaanhuhta |
| 5    | Šimon Bartko        |
| 6    | Jaroslaw Kostjukow  |
| 7    | Roman Jeremin       |
| 8    | Martin Ponsiluoma   |
| 9    | Aidan Millar        |
| 10   | Wladislaw Witenko   |

| Rang | Name                |
| ---- | ------------------- |
| 1    | Sean Doherty        |
| 2    | Marco Groß          |
| 3    | Dmitri Schamajew    |
| 4    | Oskar Brandt        |
| 5    | Jaroslaw Kostjukow  |
| 6    | Kirill Strelzow     |
| 7    | Mikko Loukkaanhuhta |
| 8    | Ingus Deksnis       |
| 9    | Wiktor Plizew       |
| 10   | Émilien Jacquelin   |

| Rang | Name               |
| ---- | ------------------ |
| 1    | Jaroslaw Kostjukow |
| 2    | Sean Doherty       |
| 3    | Émilien Jacquelin  |
| 4    | Petjo Iwanow       |
| 5    | Alex Dupuis        |
| 6    | Jules Burnotte     |
| 7    | Andrea Baretto     |
| 8    | Marco Groß         |
| 9    | Dmitri Schamajew   |
| 10   | Patrick Wallinger  |

| Rang | Nation                                                            |
| ---- | ----------------------------------------------------------------- |
| 1    | RusslandJaroslaw Kostjukow Dmitri Schamajew Wiktor Plizew         |
| 2    | KanadaAlex Dupuis Aidan Millar Jules Burnotte                     |
| 3    | FinnlandOlli Jaakkola Teemu Huhtala Mikko Loukkaanhuhta           |
| 4    | KasachstanWladislaw Miropolski Wladislaw Witenko Roman Jeremin    |
| 5    | Vereinigte StaatenPaul Thomas Everett Sean Doherty Brian Halligan |

### Weibliche Jugend
| Rang | Name              |
| ---- | ----------------- |
| 1    | Lisa Vittozzi     |
| 2    | Anna Weidel       |
| 3    | Julia Simon       |
| 4    | Madeleine Phaneuf |
| 5    | Estelle Mougel    |
| 6    | Meril Beilmann    |
| 7    | Kinga Mitoraj     |
| 8    | Lena Häcki        |
| 9    | Anna Magnusson    |
| 10   | Julia Schwaiger   |

| Rang | Name                  |
| ---- | --------------------- |
| 1    | Lisa Vittozzi         |
| 2    | Anna Weidel           |
| 3    | Estelle Mougel        |
| 4    | Lena Arnaud           |
| 5    | Tuuli Tomingas        |
| 6    | Julia Schwaiger       |
| 7    | Hanna Öberg           |
| 8    | Lena Häcki            |
| 9    | Urška Poje            |
| 10   | Jelisaweta Belschenko |

| Rang | Name                |
| ---- | ------------------- |
| 1    | Julia Schwaiger     |
| 2    | Lisa Vittozzi       |
| 3    | Lilija Dawletschina |
| 4    | Marija Iwanowa      |
| 5    | Lotte Lie           |
| 6    | Anna Weidel         |
| 7    | Anna Magnusson      |
| 8    | Madeleine Phaneuf   |
| 9    | Carmen Runggaldier  |
| 10   | Anna Kubek          |

| Rang | Nation                                                      |
| ---- | ----------------------------------------------------------- |
| 1    | FrankreichEstelle Mougel Julia Simon Lena Arnaud            |
| 2    | RusslandMarija Iwanowa Tamara Woronina Lilija Dawletschina  |
| 3    | ÖsterreichJulia Schwaiger Susanna Kurzthaler Simone Kupfner |
| 4    | EstlandRegina Oja Meril Beilmann Tuuli Tomingas             |
| 5    | ItalienCarmen Runggaldier Rachele Fanesi Lisa Vittozzi      |

### Junioren
| Rang | Name                    |
| ---- | ----------------------- |
| 1    | Alexander Powarnizyn    |
| 2    | Tore Leren              |
| 3    | Eduard Latypow          |
| 4    | Fabien Claude           |
| 5    | Matwei Jelissejew       |
| 6    | Matthias Dorfer         |
| 7    | Philipp Nawrath         |
| 8    | Iwan Aljechin           |
| 9    | Jarle Midthjell Gjørven |
| 10   | Anton Sinapow           |

| Rang | Name                    |
| ---- | ----------------------- |
| 1    | Fabien Claude           |
| 2    | Alexander Powarnizyn    |
| 3    | Jarle Midthjell Gjørven |
| 4    | Matthias Dorfer         |
| 5    | Tore Leren              |
| 6    | Eduard Latypow          |
| 7    | Matwei Jelissejew       |
| 8    | Clément Dumont          |
| 9    | Anton Sinapow           |
| 10   | Aristide Bègue          |

| Rang | Name                |
| ---- | ------------------- |
| 1    | Tore Leren          |
| 2    | Aristide Bègue      |
| 3    | Dany Chavoutier     |
| 4    | Tomáš Vojík         |
| 5    | Martin Femsteinevik |
| 6    | Christian Gow       |
| 7    | Matthias Dorfer     |
| 8    | Mikael Koivunen     |
| 9    | Philipp Nawrath     |
| 10   | Roman Rees          |

| Rang | Nation                                                                       |
| ---- | ---------------------------------------------------------------------------- |
| 1    | DeutschlandPhilipp Nawrath Roman Rees Alexander Ketzer Matthias Dorfer       |
| 2    | FrankreichAristide Bègue Clément Dumont Dany Chavoutier Fabien Claude        |
| 3    | RusslandMatwei Jelissejew Eduard Latypow Iwan Aljechin Alexander Powarnizyn  |
| 4    | NorwegenMartin Femsteinevik Håkon Svaland Jarle Midthjell Gjørven Tore Leren |
| 5    | KasachstanMaxim Braun Timur Chamitgatin Wadim Juschin Wassili Podkorytow     |

### Juniorinnen
| Rang | Name                       |
| ---- | -------------------------- |
| 1    | Jewgenija Pawlowa          |
| 2    | Galina Wischnewskaja       |
| 3    | Annika Knoll               |
| 4    | Anastassija Jewsjunina     |
| 5    | Justine Braisaz            |
| 6    | Chloé Chevalier            |
| 7    | Frida Strand Kristoffersen |
| 8    | Luise Kummer               |
| 9    | Ivona Fialková             |
| 10   | Marie Heinrich             |

| Rang | Name                 |
| ---- | -------------------- |
| 1    | Galina Wischnewskaja |
| 2    | Luise Kummer         |
| 3    | Sarah Beaudry        |
| 4    | Julia Ransom         |
| 5    | Uljana Kaischewa     |
| 6    | Marie Heinrich       |
| 7    | Annika Knoll         |
| 8    | Jewgenija Pawlowa    |
| 9    | Coline Varcin        |
| 10   | Dunja Zdouc          |

| Rang | Name              |
| ---- | ----------------- |
| 1    | Luise Kummer      |
| 2    | Lisa Hauser       |
| 3    | Uljana Kaischewa  |
| 4    | Wiktorija Sliwko  |
| 5    | Chloé Chevalier   |
| 6    | Sarah Beaudry     |
| 7    | Julia Ransom      |
| 8    | Kristin Hjelstuen |
| 9    | Christina Rieder  |
| 10   | Susanne Hoffmann  |

| Rang | Nation                                                                   |
| ---- | ------------------------------------------------------------------------ |
| 1    | DeutschlandAnnika Knoll Marie Heinrich Luise Kummer                      |
| 2    | RusslandJewgenija Pawlowa Wiktorija Sliwko Uljana Kaischewa              |
| 3    | ÖsterreichDunja Zdouc Susanne Hoffmann Lisa Hauser                       |
| 4    | NorwegenKristin Hjelstuen Lotte Lie Frida Strand Kristoffersen           |
| 5    | KasachstanGalina Wischnewskaja Alexandra Sassina Anastassija Kondratjewa |